# Sentencia T-372
La sentencia T-372 fue emitida por la Corte Constitucional de Colombia en septiembre de 2023, declarando que el gobierno de Iván Duque había vulnerado derechos de la ciudadanía al haber obstruido la «libertad de expresión, de reunión y de asociación» después de no informar de los cortes de internet durante las protestas en Colombia de 2021.
La sentencia en su totalidad consistió en la publicación de toda la investigación al respecto de este tema, después de que fuesen denunciados cortes de internet en Cali y en otras ciudades colombianas.

## Sentencia
Se concluye que, a pesar de la dificultad probatoria para determinar con plena certeza que las entidades accionadas obstaculizaron directamente el servicio de internet, en el presente caso, el Gobierno –representado por los ministerios TIC y Defensa, el Ejército, la Policía y la Agencia Nacional del Espectro–, sí vulneró los derechos a la libertad de expresión, de reunión y de asociación porque no brindó a la ciudadanía y a los periodistas información veraz e integral sobre los cortes al servicio de internet y el uso de inhibidores de señal, en el marco de las protestas sociales en Cali entre abril y mayo de 2021.
Corte Constitucional de Colombia

El fallo ocasionó un enfrentamiento mediático entre el presidente Gustavo Petro, quien denunció a Iván Duque en la red social X por violar la libertad de expresión, diciendo que no debería volver a suceder en Colombia. Duque por su parte negó estar involucrado en los cortes de internet.